# Neptini
Neptini es una tribu de Lepidoptera de la familia Nymphalidae, subfamilia Limenitidinae.

## Géneros
- Aldania (Moore, 1896)
- Lasippa (Moore, 1898)
- Neptis (Fabricius, 1807)
- Pantoporia (Hübner, 1819)
- Phaedyma (Felder, 1861)